# هکتور تیسون
هکتور تیسون (به اسپانیایی: Héctor Tizón) (زادهٔ ۲۱ اکتبر ۱۹۲۹ در یالا، ایالت خوخوی – درگذشتهٔ ۳۰ ژوئیه ۲۰۱۲ در ایالت خوخوی) رمان‌نویس، روزنامه‌نگار و سیاستمدار آرژانتینی و نویسندهٔ بیش از ۲۰ رمان بود.

## زندگی
هکتور تیسون که ۲۱ اکتبر ۱۹۲۹ در «یالا» شهری کوچک از ایالت خوخوی آرژانتین زاده شده بود، کارش را به عنوان نویسنده شروع کرد.
تیسون سال‌های ۱۹۷۶ تا ۱۹۸۲ را به تبعید در اسپانیا گذراند و در پایان این دوره کتاب «خانه و باد» را نوشت که نتیجهٔ یک دوره ناامیدی بود.
تیسون سیاستمداری وابسته به حزب رادیکال و نیز از قضات دادگاه عالی ایالتی بود.
در نهایت هکتور تیسون، نویسندهٔ بیش از ۲۰ رمان در ۳۰ ژوئیهٔ ۲۰۱۲ در ۸۲ سالگی درگذشت.

## فعالیت ادبی
هکتور تیسون نخستین مجموعه داستان کوتاهش را سال ۱۹۶۰ با عنوان «یک طرف رقابت‌ها» منتشر کرد. نخستین رمان او با عنوان «آتش کازابیندو» سال ۱۹۶۹ منتشر شد. «سفر»، «مردی که به دهکده آمد»، «همسر استراسر» و «زیبایی جهان» از دیگر رمان‌های اوست.
این نویسنده، وکیل، روزنامه‌نگار و دیپلمات برجسته بیش از همه برای نوشتن رمان‌های برجسته‌ای چون «خانه و باد» که سال ۲۰۰۵ نوشته شد و به گفتهٔ خودش به عنوان آخرین تلاش برای اجتناب از افتادن به ورطهٔ سکوت برای همیشه نوشته شده بود، شناخته می‌شود.

## جوایز
تسیون که نشان شوالیه هنر و ادبیات دولت فرانسه را دریافت کرده بود، در سال ۲۰۰۵ به عنوان نامزد دریافت جایزهٔ ادبی نوبل نیز مطرح بود. خود او در این باره گفته بود: نویسنده‌ای که برای جایزه بنویسد، نمی‌تواند حتی یک کلمه بر کاغذ بیاورد و اگر جایزهٔ نوبل بگیرد کار از این هم بدتر می‌شود و دیگر نمی‌توانی چیزی بنویسی. با این حال، او جوایز متعددی دریافت کرده بود که جایزهٔ آکادمی آرژانتین در سال ۱۹۹۶ از جملهٔ آن‌هاست.

## پی‌نوشت
1. 1 2 3 4 5 6 7 8  «هکتور تیسون درگذشت»،  ایبنا.